# 65式作業服
65式作業服（ろくごうしきさぎょうふく）は、陸上自衛隊の隊員に貸与されていた個人被服である。

## 概要

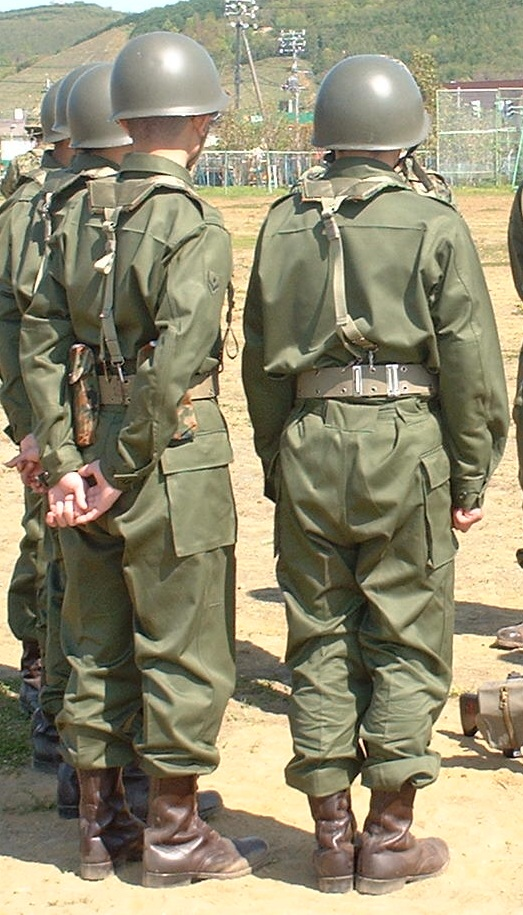
後から見た65式作業服
背中肩甲骨付近に横線を入れている事が確認できる
また、袖やズボンにアイロンによる折り目がつけられている
弾帯は「91式弾帯」、弾帯用つりバンド（サスペンダー）や弾入れ（マガジンポーチ）は1990年代以降に採用された戦闘装着セットのもの

これまで使用していた作業服および戦闘服がアメリカからの貸与品や警察予備隊からのままであった点を考慮し、演習時や通常訓練および各種作業などでも効率よく活動できるように作られたのが65式作業服である。OD作業服という通称の通り、色はOD色である。かつては綿100%素材であったが、製造コストの安さとアイロンをかけた際の折り目が継続する事を目的にビニロンが混入されるようになり、ビニロンと綿それぞれ50%の破れにくい素材で製造されていた。迷彩戦闘服（迷彩服1型）の登場前および同服が貸与されない部隊では、訓練時のみ「戦闘服」と呼称して使用しており、縫製が丁寧かつ丈夫で簡単に縫製が解けることが少ないことは隊員に好評であったと言われている。1人あたりの貸与数は2着であった。支給回数の少なさと当時としては高い耐久性も相まって、ボロボロになるまで使用されたという。
前合わせがジッパー式の上衣はシャツスタイルで、裾をズボンの下にたくし込んで着用された。また、丈、胴周りなどのゆとりが少ないデザインであったため、夏場は熱がこもるなど問題もあった。
袖および脚前後にアイロンによる織り目をつけることが、実用性と言うよりは部隊の威容保持の理由から推奨されていた。このため、新隊員教育ではアイロン掛けについて厳しく指導されていた。また、背中のしわのばしが容易にできる点と見栄えが向上するよう、肩甲骨付近に横1本の折り目を付けることが許容されていた。
部外者の目に付くことが多い駐屯地警衛隊などの特別勤務では同様の理由から服装点検がされるため、貸与される1着は特別勤務用にとっておき、残りの1着と私物で通常業務をやりくりしていた隊員が多かったと言われている。現在、多くの部隊では戦闘装着セットの戦闘服（2型または3型）2着、個人被服として迷彩服（2型または3型）2着の合計4着が貸与されるため、大きな問題はないとされている。
ノーアイロン（ポリエステル100%素材）の私物があったが、素材が熱に弱く、熱で溶けた化学繊維が火傷の重症化を起こす危険もあり、使用・販売が禁止された時期もあった。そのため、同じノーアイロン素材でも綿の混紡タイプ（ポリエステル70%・綿30%）に置き換わった事もある。
現在では新規の調達は終了しているものの、予備自衛官など（即応予備自衛官除く）の訓練で中古品（「古品」と呼ばれる）が使用されている。また、現職自衛官でもかつて私物として購入した物を中心に車両整備などの汚れやすい作業や、創立記念などで模擬訓練における敵兵役の隊員が着用するなど各方面で使用されていたものの、2012年（平成24年）度からは予備自衛官訓練でも迷彩服（中古）での訓練が行われる事になったため、徐々に姿を消している。ただし防衛大学校および防衛医科大学校の学生に対してはいまだ支給され使用されている。

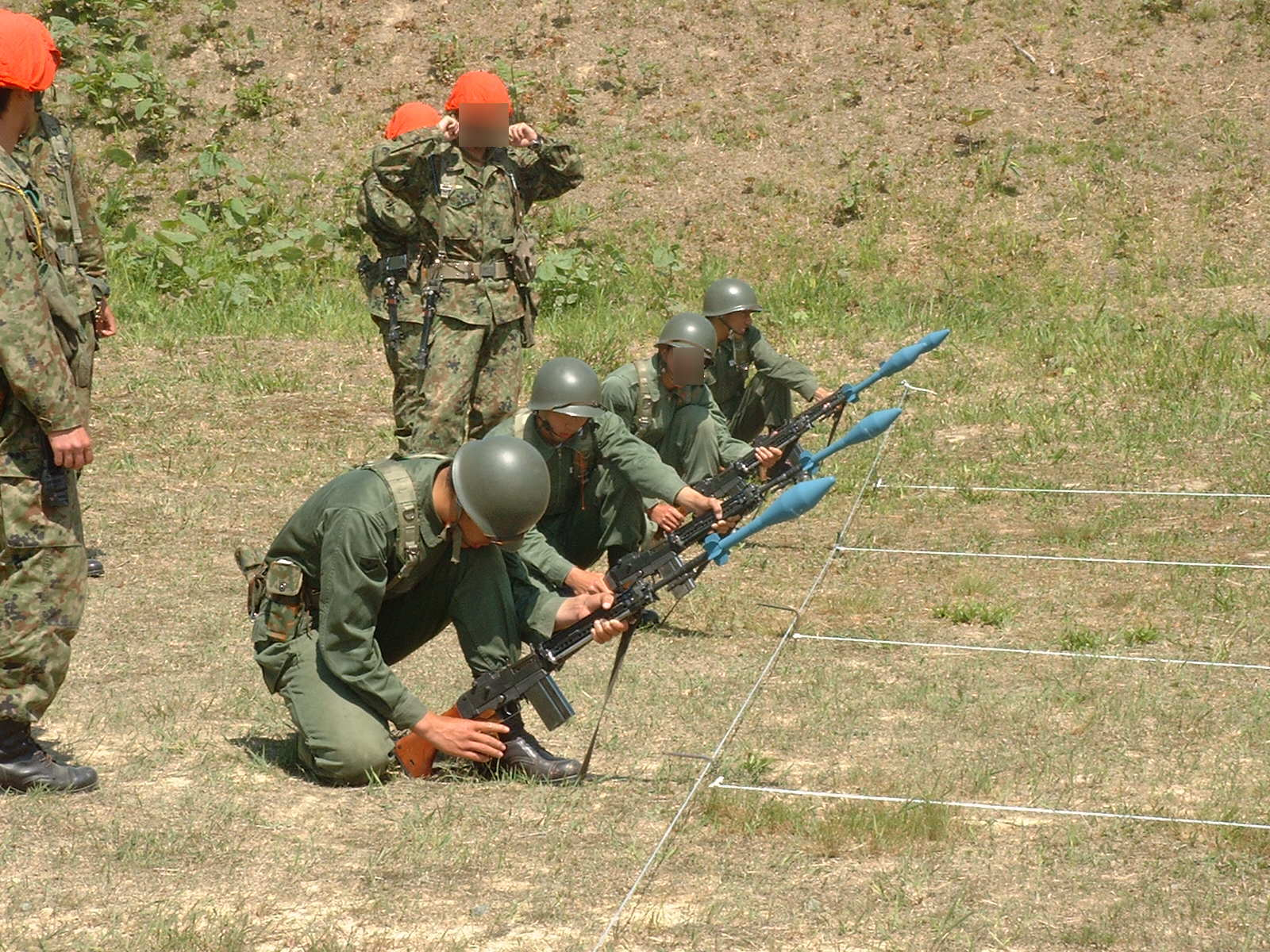
65式作業服を着用し、訓練を行う隊員
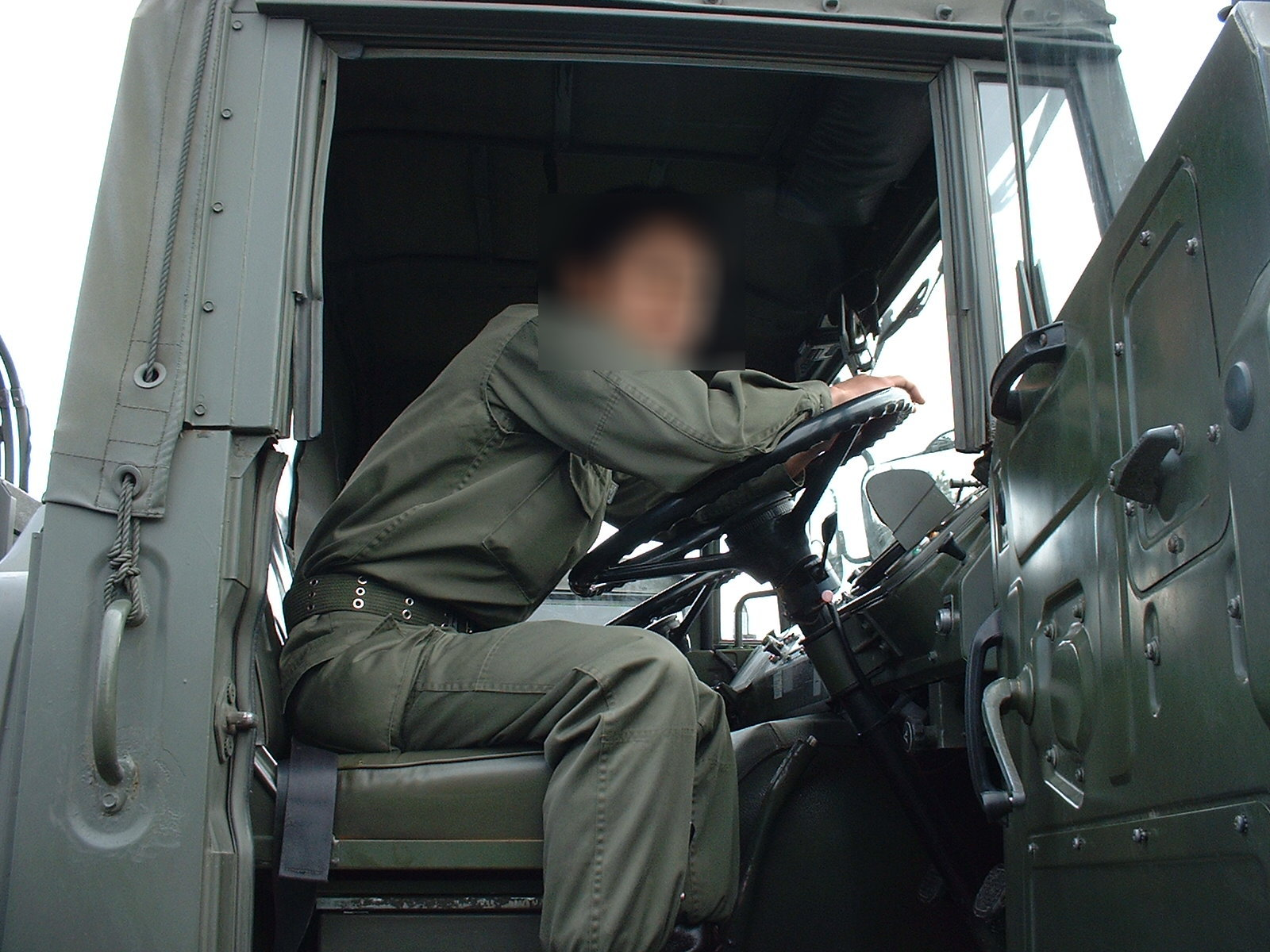
65式作業服を着用している隊員 OD色の旧型弾帯を装着している
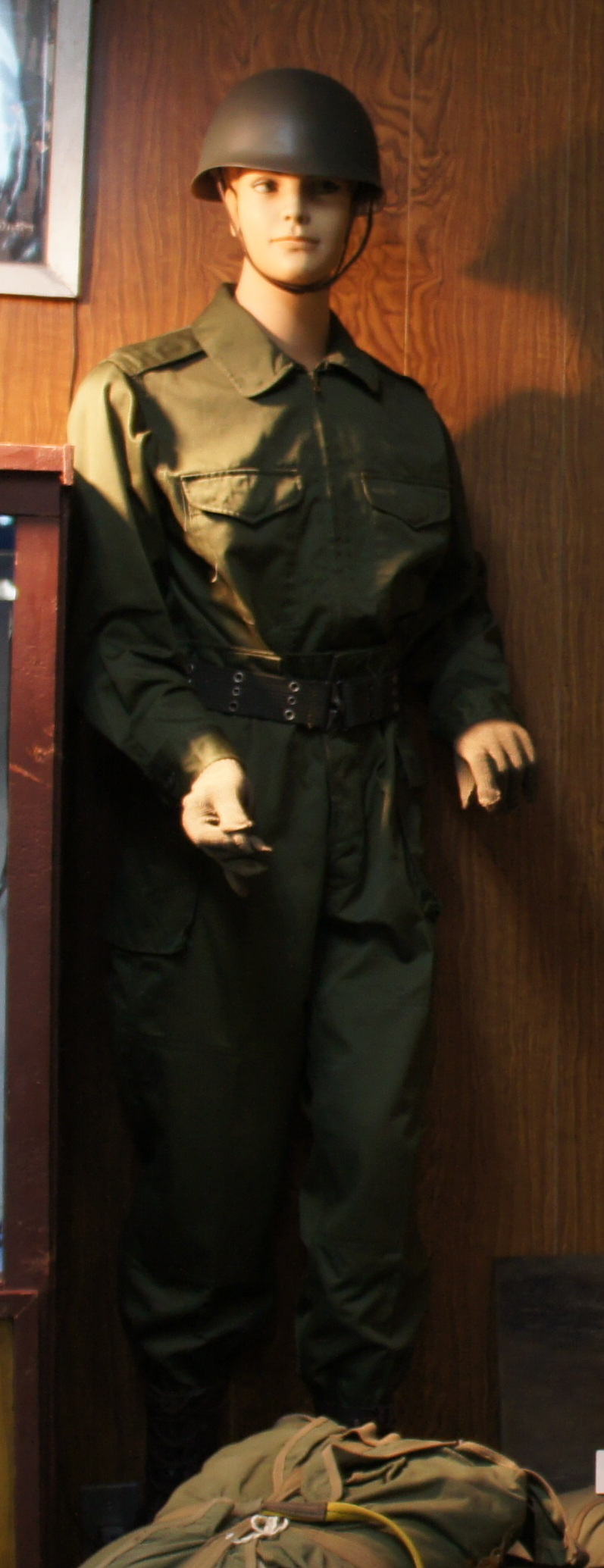
65式作業服（正面） 頭には旧型のライナーを被せている

## 戦闘訓練装備
背嚢を使用しない訓練では、この65式作業服に64式7.62mm小銃や66式鉄帽などの戦闘装具を装着するのが40年以上の長きにわたり一般的であった。迷彩服1型（当時は迷彩作業服と呼ばれた）といった装備が制式化されるまでは、野外での戦闘訓練においても同様だった。
演習時に使用する際は、偽装を目的に偽装網と呼ばれる網を上半身に着込む事で偽装用の草を付けやすくしていた。なお、携帯エンピ（小型スコップ）は弾帯には装着せず、自転車のタイヤチューブなどを利用した手作りゴムバンドで背負うのが伝統だったとされる。

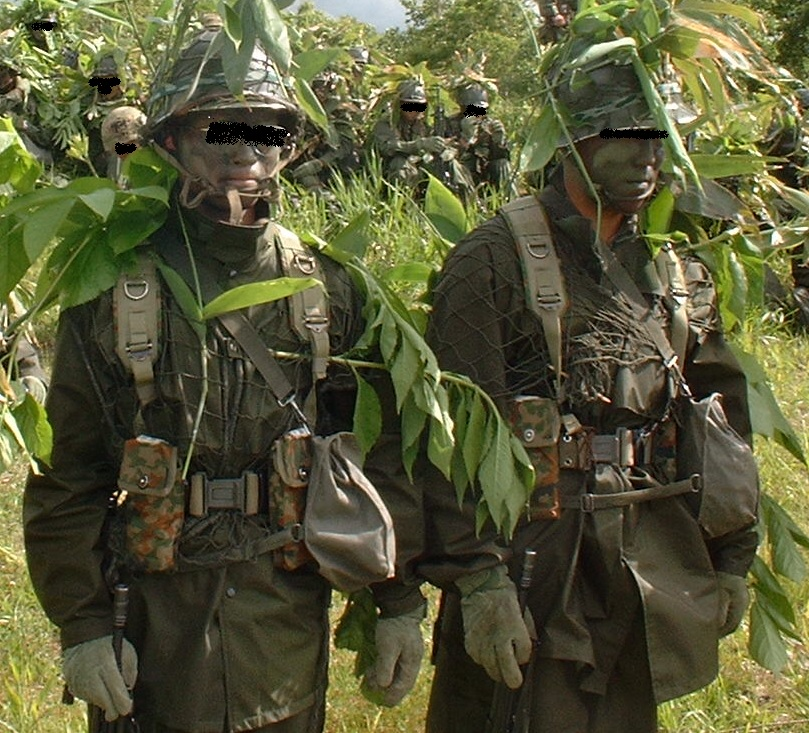
65式作業服などに偽装網を装着し、擬装用の草などを付けた状態